# Ливингстон, Джеймс Эверетт
Джеймс Эверетт Ливингстон (англ. James Everett Livingston; род. 12 января 1940) — генерал-майор Корпуса морской пехоты США. Удостоился высочайшей американской военной награды, медали Почёта, за свои героические действия в 1968 году в ходе Вьетнамской войны. Ливингстон прослужил в Корпусе свыше 33 лет и ушёл в отставку 1 сентября 1995 года. Последний постом, который он занимал — командующий резервом морской пехоты, г. Новый Орлеан, штат Луизиана.

## Биография
военно-Джеймс Ливингстон родился 12 января 1940 года в г. Таунс, штат Джорджия. В 1957 году окончил хай-скул Ламбер-сити и в том же году поступил в колледж северной Джорджии и университет штата (военный колледж Джорджии). Он состоял в общепризнанном кадетском корпусе школы, пока не перешел на специальность, которую школа не предлагала. В 1961 году Ливингстон приобрёл степень бакалавра по гражданскому строительству в Обернском университете, где вступил в секцию Альфа-Дельта братства Сигма-Пи. В июне 1962 года он был призван в морскую пехоту в звании второго лейтенанта.
Ливингстон служил на постах взводного командира, офицера разведки и командира учебного полка подготовки рекрутов. В июне 1966 года он был произведён в капитаны и служил командиром отряда морской пехоты на борту авианосца USS Wasp, после чего присоединился к третьей дивизии морской пехоты во Вьетнаме.
2 мая 1968 года командуя ротой Е. второго батальона, 4-го полка морской пехоты Ливингстон отличился в ходе битвы за Дайдо и удостоился медали Почёта. В ноябре 1968 года он вернулся в США и окончил школу механизированного десанта (Amphibious Warfare School) в Куантико, штат Виргиния. 14 мая 1970 года президент Ричард Никсон вручил ему медаль Почёта.
В ходе второго тура во Вьетнаме Ливингстон занимал посты инструктора пехотной школы армии США, директора дивизионных школ первой дивизии морской пехоты, заместителя (S-3) командира третьего батальона седьмого полка морской пехоты. В марте 1975 года он вернулся во Вьетнам и служил оперативным офицером по эвакуации из Вьетнама, которая включала в себя операцию «Порывистый ветер» по эвакуации из Сайгона. В мае 1977 года Ливингстон окончил командно-штабной колледж морской пехоты. Затем он командовал базой морской пехоты в Лондоне. В 1980 году Ливингстон был выбран для обучения в военно-воздушном колледже и окончил его со степень магистра в 1981 году, после чего служил командиром третьего учебного батальона на базе подготовки рекрутов Пэрис-айленд, штат Южная Каролина. В этот период он получил степень магистра по управлению в Вебстерском университете в 1984 году. С 8 февраля 1986 по 24 июня 1987 года он командовал шестым полком второй дивизии морской пехоты. Затем он получил назначение в объединённую группу помощников на Филиппинах.
После повышения в звании до бригадного генерала 10 июня 1988 года Ливингстон служил на посту заместителя директора по оперативной части в центре национального командования в г. Вашингтоне. В ходе операций «Щит пустыни» и операции «Буря в пустыне» Ливингстон командовал боевым наземно-воздушным центром морской пехоты в Калифорнии и развивал программу подготовки для войны в пустыне. После того как он принял командование над первой экспедиционной бригадой морской пехоты он 8 июля 1991 года был повышен в звании до генерал-майора и принял командование над четвёртой дивизией морской пехоты. В июле 1992 года Ливингстон принял команду над недавно организованными силами резерва морской пехоты и оставался на этом посту в ходе преобразования этих сил в резерв морской пехоты в октябре 1994 года.
За время службы Ливингстон окончил школу механизированного десанта, командно-штабной колледж морской пехоты и военно-воздушный колледж.
В отставке Ливингстон служил в совете попечителей Национального музея второй мировой войны. 6 ноября 2007 года в ходе президентской кампании Фреда Томпсона было объявлено, что Ливингстон будет сопредседателем Национальной ассоциации ветеранов в случае победы Томпсона. Ливингстон поддерживал кампанию Джеба Буша а в декабре 2015 года снялся в рекламном ролике под названием «Честь», в которой он назвал президента Барака Обаму «главнокомандующим, [которому] требуются тренировочные колеса». Ливингстон написал автобиографию «Noble Warrior: The Story of Maj. Gen. James E. Livingston, Medal of Honor» совместно с историками Клином Хитоном и Энн-Мари Льюис. В 2011 году он был внесен в список чтения коменданта морской пехоты.

## Награды
|                                                                                      |                                                                               |                                                         |                                                          |  |  |  |  |  |  |  |  |  |  |  |
|                                                                                      |                                                                               |                                                         |                                                          |  |  |  |  |  |  |  |  |  |  |  |
|                                                                                      | Золотая звезда повторного награждения · Золотая звезда повторного награждения |                                                         | Золотая звезда повторного награждения                    |  |  |  |  |  |  |  |  |  |  |  |
|                                                                                      | Золотая звезда повторного награждения                                         |                                                         | Бронзовая звезда за службу · Бронзовая звезда за службу  |  |  |  |  |  |  |  |  |  |  |  |
| Бронзовая звезда за службу · Бронзовая звезда за службу · Бронзовая звезда за службу | Бронзовая звезда за службу                                                    | Бронзовая звезда за службу · Бронзовая звезда за службу | Серебряная звезда за службу · Бронзовая звезда за службу |  |  |  |  |  |  |  |  |  |  |  |
| Бронзовая звезда за службу · Бронзовая звезда за службу · Бронзовая звезда за службу |                                                                               | Бронзовая звезда за службу                              |                                                          |  |  |  |  |  |  |  |  |  |  |  |
| Золотая звезда повторного награждения · Золотая звезда повторного награждения        |                                                                               |                                                         |                                                          |  |  |  |  |  |  |  |  |  |  |  |
|                                                                                      |                                                                               |                                                         |                                                          |  |  |  |  |  |  |  |  |  |  |  |

| Navy and Marine Corps Parachutist Insignia       | | | | | | | | | | | | |
| 1st Row                                          | Медаль Почёта | Медаль Почёта | Медаль Почёта | Военно-морская медаль «За выдающуюся службу»                                                           | Военно-морская медаль «За выдающуюся службу»                                                           | Военно-морская медаль «За выдающуюся службу»                                                           | Серебряная звезда                                                                                          | Серебряная звезда                                                                                          | Серебряная звезда                                                                                          | Медаль «За отличную службу»                                                                                      | Медаль «За отличную службу»                                                                                      | Медаль «За отличную службу»                                                                                      |
| 2nd Row                                          | Бронзовая звезда с боевой литерой "V"                                                                                    | Бронзовая звезда с боевой литерой "V"                                                                                    | Бронзовая звезда с боевой литерой "V"                                                                                    | Пурпурное сердце с двумя 5/16-дюймовыми золотыми звёздами повторного награждения                       | Пурпурное сердце с двумя 5/16-дюймовыми золотыми звёздами повторного награждения                       | Пурпурное сердце с двумя 5/16-дюймовыми золотыми звёздами повторного награждения                       | Медаль «За похвальную службу»                                                                              | Медаль «За похвальную службу»                                                                              | Медаль «За похвальную службу»                                                                              | Медаль «За похвальную службу» с одной 5/16-дюймовой золотой звездой повторного награждения                       | Медаль «За похвальную службу» с одной 5/16-дюймовой золотой звездой повторного награждения                       | Медаль «За похвальную службу» с одной 5/16-дюймовой золотой звездой повторного награждения                       |
| 3rd Row                                          | Военно-морская похвальная медаль                                                                                         | Военно-морская похвальная медаль                                                                                         | Военно-морская похвальная медаль                                                                                         | Боевая ленточка с одной 5/16-дюймовой золотой звездой повторного награждения                           | Боевая ленточка с одной 5/16-дюймовой золотой звездой повторного награждения                           | Боевая ленточка с одной 5/16-дюймовой золотой звездой повторного награждения                           | Единая награда воинской части                                                                              | Единая награда воинской части                                                                              | Единая награда воинской части                                                                              | Благодарность части Военно-морского флота с двумя 3/16-дюймовыми бронзовыми звёздами повторного награждения      | Благодарность части Военно-морского флота с двумя 3/16-дюймовыми бронзовыми звёздами повторного награждения      | Благодарность части Военно-морского флота с двумя 3/16-дюймовыми бронзовыми звёздами повторного награждения      |
| 4th Row                                          | Похвальная благодарность военно-морской воинской части с тремя 3/16-дюймовыми бронзовыми звёздами повторного награждения | Похвальная благодарность военно-морской воинской части с тремя 3/16-дюймовыми бронзовыми звёздами повторного награждения | Похвальная благодарность военно-морской воинской части с тремя 3/16-дюймовыми бронзовыми звёздами повторного награждения | Медаль «За службу национальной обороне» с одной 3/16-дюймовой бронзовой звездой повторного награждения | Медаль «За службу национальной обороне» с одной 3/16-дюймовой бронзовой звездой повторного награждения | Медаль «За службу национальной обороне» с одной 3/16-дюймовой бронзовой звездой повторного награждения | Медаль экспедиционных вооружённых сил с двумя 3/16-дюймовыми бронзовыми звёздами повторного награждения    | Медаль экспедиционных вооружённых сил с двумя 3/16-дюймовыми бронзовыми звёздами повторного награждения    | Медаль экспедиционных вооружённых сил с двумя 3/16-дюймовыми бронзовыми звёздами повторного награждения    | Медаль «За службу во Вьетнаме» с одной серебряной и одной 3/16-дюймовой бронзовой звездой повторного награждения | Медаль «За службу во Вьетнаме» с одной серебряной и одной 3/16-дюймовой бронзовой звездой повторного награждения | Медаль «За службу во Вьетнаме» с одной серебряной и одной 3/16-дюймовой бронзовой звездой повторного награждения |
| 5th Row                                          | Медаль «За гуманитарную помощь» с тремя 3/16-дюймовыми бронзовыми звёздами повторного награждения                        | Медаль «За гуманитарную помощь» с тремя 3/16-дюймовыми бронзовыми звёздами повторного награждения                        | Медаль «За гуманитарную помощь» с тремя 3/16-дюймовыми бронзовыми звёздами повторного награждения                        | Navy Sea Service Deployment Ribbon                                                                     | Navy Sea Service Deployment Ribbon                                                                     | Navy Sea Service Deployment Ribbon                                                                     | Navy & Marine Corps Overseas Service Ribbon с одной 3/16-дюймовой бронзовой звездой повторного награждения | Navy & Marine Corps Overseas Service Ribbon с одной 3/16-дюймовой бронзовой звездой повторного награждения | Navy & Marine Corps Overseas Service Ribbon с одной 3/16-дюймовой бронзовой звездой повторного награждения | Marine Corps Drill Instructor Ribbon                                                                             | Marine Corps Drill Instructor Ribbon                                                                             | Marine Corps Drill Instructor Ribbon                                                                             |
| 6th Row                                          | Крест «За храбрость» (Южный Вьетнам) с двумя 5/16-дюймовыми золотыми звёздами повторного награждения                     | Крест «За храбрость» (Южный Вьетнам) с двумя 5/16-дюймовыми золотыми звёздами повторного награждения                     | Крест «За храбрость» (Южный Вьетнам) с двумя 5/16-дюймовыми золотыми звёздами повторного награждения                     | Крест «За храбрость» для подразделения с пальмовым листом и рамкой                                     | Крест «За храбрость» для подразделения с пальмовым листом и рамкой                                     | Крест «За храбрость» для подразделения с пальмовым листом и рамкой                                     | Медаль «За гражданские действия» для подразделения с пальмовым листом и рамкой                             | Медаль «За гражданские действия» для подразделения с пальмовым листом и рамкой                             | Медаль «За гражданские действия» для подразделения с пальмовым листом и рамкой                             | Медаль «За кампанию во Вьетнаме» с пряжкой «1960–»                                                               | Медаль «За кампанию во Вьетнаме» с пряжкой «1960–»                                                               | Медаль «За кампанию во Вьетнаме» с пряжкой «1960–»                                                               |
| Значок Объединённого комитета начальников штабов | | | | | | | | | | | | |

19 ноября 1993 года штат Джорджия установил исторический памятник в Ламбер-Сити, штат Джорджия, в честь Ливингстона и подвига, за который он удостоился медали Почёта.

## Наградная запись к медали Почёта
Президент Соединённых штатов от имени Конгресса с удовольствием вручает МЕДАЛЬ ПОЧЁТА КАПИТАНУ ДЖЕЙМСУ Е. ЛИВИНГТОНУ КОРПУС МОРСКОЙ ПЕХОТЫ США за службу, указанную в нижеследующей ЦИТАТЕ:
За выдающуюся храбрость и отвагу, проявленные с риском для жизни при выполнении и перевыполнении долга службы на посту командира роты Е второго батальона четвёртого полка девятой механизированной десантной бригады морской пехоты в бою против вражеских сил в республике Вьетнам. 2 мая 1968 года рота Е предприняла штурм хорошо укреплённой деревни Дай До, которую накануне вечером захватил противник тем самым отрезав роту морской пехоты от батальона. Умело размещая бойцов прикрытия, капитан Ливингстон манёврами провёл своих людей через 500 метров опасного открытого рисового поля, находясь под интенсивным огнем противника. Проигнорировав вражеские пули, падавшие вокруг него, он бесстрашно повёл своих людей на яростный штурм вражеских укреплений в границах деревни. Корректируя огонь артиллерийской поддержки, капитан Ливингстон перемещался к точкам наибольшего сопротивления, выкрикивая слова ободрения своим морским пехотинцам, наводя их огонь и неоднократно подстегивая уменьшающийся импульс атаки. Несмотря на два болезненных ранения гранатными осколками он отказался от медицинской помощи и храбро вёл своих людей во время уничтожения свыше сотни бункеров, взаимно поддерживающих друг друга, сбросив оставшиеся вражеские силы с их позиций и ослабив давление на отрезанную роту морской пехоты. После того как две роты закрепились на позициях и эвакуировали раненых третья рота пересекла линию фронта и пошла на штурм соседней деревни Динь То, но остановилась столкнувшись с яростной контратакой вражеского батальона. Быстро оценив ситуацию и не обращая внимания на плотный огонь противника, капитан Ливингстон смело маневрировал оставшимися боеспособными людьми своей роты, соединил силы с вступившими в тяжёлый бой морскими пехотинцами и остановил контратаку врага. Получив третье ранение и потеряв возможность ходить, он остался на опасно открытой местности, размещая своих людей на более надёжных позициях и надзирая за эвакуацией раненых. Он позволил себя эвакуировать только после того как убедился что его люди находятся в безопасности. Храбрые действия капитана Ливингстона подержали высочайшие традиции Корпуса морской пехоты и военно-морской службы США.
/Подписал/ РИЧАРД М. НИКСОН  
Оригинальный текст (англ.)
The President of the United States in the name of The Congress takes pleasure in presenting the MEDAL OF HONOR to CAPTAIN JAMES E. LIVINGSTON
UNITED STATES MARINE CORPS for service as set forth in the following CITATION:
For conspicuous gallantry and intrepidity at the risk of his life above and beyond the call of duty while serving as Commanding Officer, Company E, Second Battalion, Fourth Marines, Ninth Marine Amphibious Brigade in action against enemy forces in the Republic of Vietnam. On 2 May 1968, Company E launched a determined assault on the heavily fortified village of Dai Do, which had been seized by the enemy on the preceding evening isolating a Marine company from the remainder of the battalion. Skillfully employing screening agents, Captain Livingston maneuvered his men to assault positions across 500 meters of dangerous open rice paddy while under intense enemy fire. Ignoring hostile rounds impacting near him, he fearlessly led his men in a savage assault against enemy emplacements within the village. While adjusting supporting arms fire, Captain Livingston moved to the points of heaviest resistance, shouting words of encouragement to his Marines, directing their fire, and spurring the dwindling momentum of the attack on repeated occasions. Although twice painfully wounded by grenade fragments, he refused medical treatment and courageously led his men in the destruction of over 100 mutually supporting bunkers, driving the remaining enemy from their positions, and relieving the pressure on the stranded Marine company. As the two companies consolidated positions and evacuated casualties, a third company passed through the friendly lines launching an assault on the adjacent village of Dinh To, only to be halted by a furious counterattack of an enemy battalion. Swiftly assessing the situation and disregarding the heavy volume of enemy fire, Captain Livingston boldly maneuvered the remaining effective men of his company forward, joined forces with the heavily engaged Marines, and halted the enemy's counterattack. Wounded a third time and unable to walk, he steadfastly remained in a dangerously exposed area, deploying his men to more tenable positions and supervising the evacuation of casualties. Only when assured of the safety of his men did he allow himself to be evacuated. Captain Livingston's gallant actions uphold the highest traditions of the Marine Corps and United States Naval Service.
/S/ RICHARD M. NIXON 

## Наградная запись к медали Серебряная Звезда
Президент Соединённых штатов Америки с удовльствием вручает Серебряную звезду капитану Джеймсу Эверетту Ливингстону (MCSN: 0-84449), Корпус морской пехоты США за выдающиеся храбрость и отвагу, проявленные в бою в ходе службы командиром роты Е второго батальона четвёртого полка девятой механизированной бригады морской пехоты в связи с боевыми операциями против врага в Республике Вьетнам. 18 марта 1960 года рота капитана Ливингстона участвовала в штурме батальоном позиций северовьетнамской армии в укреплённой деревне Вин Куан Туонг провинции Куанг Чи и взвод соседней роты оказался прижат к земле плотным вражеским огнём. Пытаясь выручить окружённый отряд, капитан Ливингстон маневрировал силами роты пока плотный огонь с грамотно размещённых, взаимно поддерживающих друг друга бункеров не вынудил его отряд отступить к более выгодной позиции. Затем, согласовав свои действия с командиром второй роты, он повёл своё подразделение вперёд под прикрытием ударов с воздуха и снова был остановлен огнем противника. Заметив, что третья рота пошла на штурм вражеских позиций на фланге капитан Ливингстон с полным пренебрежением к собственной безопасности вскочил на ноги во время плотного ракетного обстрела, собрал людей и повёл их в агрессивную атаку на северовьетнамские позиции. Его храбрые действия вдохновили всех, кто наблюдал за ним, когда морские пехотинцы брали деревню, в результате чего было были убиты 127 северных вьетнамцев (что было подтверждено). Своим мужеством, доблестным руководством и самоотверженной преданностью долгу с большим риском для себя капитан Ливингстон поддержал высочайшие традиции морской пехоты и военно-морской службы Соединенных Штатов.        
Оригинальный текст (англ.)
The President of the United States of America takes pleasure in presenting the Silver Star to Captain James Everett Livingston (MCSN: 0-84449), United States Marine Corps, for conspicuous gallantry and intrepidity in action while serving as Commanding Officer of Company E, Second Battalion, Fourth Marines, 9th Marine Amphibious Brigade, in connection with combat operations against the enemy in the Republic of Vietnam. On 18 March 1968, Captain Livingston's company was participating in a battalion assault against North Vietnamese Army positions in the fortified village of Vinh Quan Thuong in Quang Tri Province when a platoon from an adjacent company became pinned down by the heavy enemy fire. In an attempt to relieve the beleaguered unit, Captain Livingston maneuvered his company forward until the intensity of the fire from the enemy's well-placed, mutually supporting bunkers forced his unit to withdraw to a more advantageous position. Coordinating with the commander of the second company, he then led his unit forward under cover of supporting air strikes and again was halted by the hostile fire. Observing a third company commence an assault against the enemy's flank, Captain Livingston, completely disregarded his own safety as he jumped to his feet during a heavy rocket attack, rallied his men and led them in an aggressive charge against the North Vietnamese positions. His bold actions inspired all who observed him as the Marines seized the village, inflicting 127 North Vietnamese confirmed killed. By his courage, gallant leadership and selfless devotion to duty at great personal risk, Captain Livingston upheld the highest traditions of the Marine Corps and of the United States Naval Service
— 

## Комментарии
1. ↑  Дополнительные колёса к детскому двухколёсному велосипеду